# 傑克·漢彌頓之死
《傑克·漢彌頓之死》（{{lang-en|The Death of Jack Hamilton））是史蒂芬·金於2001年在《紐約客》上刊登的一部短篇小說，後來在並於2002年收錄在短篇小說集《史蒂芬金的14張牌》內。故事以霍默·范·梅特的第一身出發，講述傑克·漢彌頓中槍身亡前的最後階段。